# Claudio Saporetti
Claudio Saporetti (Fidenza, 8 marzo 1938) è un assiriologo e orientalista italiano.
È stato professore associato di  assiriologia all'Università di Pisa.

## Opere principali
- Onomastica Medio-Assira, I. I nomi di persona. “Studia Pohl” 6 (Roma 1970). Biblical Institute Press. 545 p. Onomastica Medio-Assira, II. Studi, Vocabolari ed Elenchi. “Studia Pohl” 6 (Roma 1970). Biblical Institute Press. 375 p.
- Nuove attestazioni dell'onomastica medio-assira. “Incunabula Greca” 74 (Roma 1979). Edizioni dell'Ateneo. 229 p. [con H. Freydank].
- Gli Eponimi Medio-Assiri. “Bibliotheca Mesopotamica” 9 (Malibu 1979). Undena Publications. 184 p.
- Il diluvio. “Prisma” 42 (Palermo 1982). Sellerio Ed. 65 p.
- Le Leggi della Mesopotamia. Tradotte dai testi originali. “Studi e Manuali di Archeologia” 2 (Firenze 1984). Le Lettere Ed. 169 p.
- La storia del siciliano Peppe e del Poveruomo babilonese. “Biblioteca siciliana di Storia e Letteratura. Quaderni” 13 (Palermo 1985).  Sellerio Ed. 104 p. + tav.
- Elementare Accadico. “Prisma” 97 (Palermo 1987). Sellerio Ed. 112 p.
- La terra tra i due fiumi (Torino 1989). Castalia Ed. 35 p. (miti raccontati per l'infanzia)
- Arad mitanguranni! Dialogo tra schiavo e padrone nell'antica Mesopotamia.  “Università degli Studi di Pisa. Dipartimento di Scienze Storiche del Mondo Antico” (Pisa 1990 e 1995). SEU, Servizio Editoriale Universitario di Pisa. 253 p. 10 fig.
- Etana. “Prisma” 124 (Palermo 1990). Sellerio Ed. 150 p. + X tav.
- Abolire le nascite. Il problema nella Mesopotamia antica. “Saggi” 7 (Roma 1993). Jouvence Ed. 121 p.
- Gli amori di Ishtar (Gilgamesh Tav. VI: 1-79) (Pisa 2000). SEU Ed. 90 p.
- Nergal ed Ereshkigal. Una storia d'amore e di morte (Pisa 1995). SEU Ed.  141 p.
- Le Torri di Babele (Pisa 1996). Istituti Editoriali e Poligrafici Internazionali. 71 p. 4 fig. 7 tav.
- Come sognavano gli antichi. Sogni della Mesopotamia e dei popoli vicini (Milano 1996). Rusconi Ed. 302 p.
- Epigrafia di Tell Harmal (Pisa 1998). SEU Ed. XIII+46 p.
- Antiche Leggi. I "Codici" del Vicino Oriente Antico (Milano 1998). Rusconi Ed. 485 p.
- L'eroe nel canestro. “Akkadika” 1 (Viareggio 1998). Lunaris Ed. 74 p. [con G. Chiera]
- Formule dalla Diyala nel periodo paleo-babilonese. I. Trascrizioni e commenti (Pisa 1999) I , 2 Voll. SEU Ed. 721 p. Formule dalla Diyala nel periodo paleobabilonese. Supplemento 1 (Pisa 2002). SEU Ed. 93 p [con M. Repiccioli]. Formule dalla Diyala nel periodo paleobabilonese, II. Le copie conosciute (Pisa 2003) SEU Ed. 175 p. [con M. Repiccioli].
- Il Ghilgameš (Milano 2001), Simonelli Ed. 187 p.
- La rivale di Babilonia. Storia di Ešnunna ai tempi di Hammurapi (Roma 2002), Newton & Compton Ed. 473 p.
- Saggi su Il Ghilgameš (Milano 2003), Simonelli Ed., 207 p.
- Schiavi nella Diyala (Roma 2005), Aracne Ed., 191 p.
- Sulle strade dell'Iraq (Soveria Mannelli 2006). Rubbettino Ed., 122 p.
- Ešnunna: una bibliografia (1899-2007), N. speciale di “Geo-Archeologia” 2007-1. 113 p.
- Edom. L'eterno rivale di Israele (Roma 2008), Informatic@pplicata. 287 p. + Tavv.
- La nascita del diritto (Roma 2010). Aracne Ed., 277 p.
- Prestiti privati dei mezzi ufficiali di scambio nel periodo medio-assiro. (Collabor. G. Matini), CSM 1 (Roma 2012). Aracne Ed., 213 p.
- Perché il Male? Il problema nella Mesopotamia antica (Collabor. G. Matini), CSM 2 (Roma 2012) Aracne Ed. 152 p.
- Sole della Mesopotamia. Considerazioni incomplete, CSM 4 (Roma 2013) Aracne Ed., 202 p.

| Controllo di autorità | VIAF (EN) 49238190 · ISNI (EN) 0000 0001 1637 8524 · SBN CFIV035599 · BAV 495/105386 · LCCN (EN) n80081742 · GND (DE) 122764919 · BNE (ES) XX1433392 (data) · BNF (FR) cb120216582 (data) · J9U (EN, HE) 987007267658405171 |